# Vision (album d'Alpha Blondy)
Pour les articles homonymes, voir Vision.
Vision est un album reggae d'Alpha Blondy.

## Liste des titres
- Rasta bourgeois
- Stewball
- Trop bon
- Pinto (mon kôyaga préféré)
- C’est magic
- Tu mens
- Ma tête
- Vuvuzella
- Bôgô
- Ces soi-disant amis
- Massaya
- Le cha-cha-cha du cfa
- L’autre rive
- Vuvuzella (DJ Kore (producteur) Remix) (Feat Leslie)